# Alexa Kenin
Alexa Jordan Kenin (New York, 16 febbraio 1962 – New York, 10 settembre 1985) è stata un'attrice statunitense.
È deceduta a soli 23 anni a causa di complicazioni dovute all'asma.

## Filmografia parziale

### Cinema
- Little Darlings, regia di Ronald F. Maxwell (1980)
- Honkytonk Man, regia di Clint Eastwood (1982)
- Bella in rosa (Pretty in Pink), regia di Howard Deutch (1986) - postumo
- Animal Behavior, regia di Jenny Bowen e Kjehl Rasmussen (1989) - postumo

### Televisione
- A tutte le auto della polizia (The Rookies) – serie TV, un episodio (1975)
- The Word – miniserie TV (1978)
- Co-ed Fever – serie TV, 8 episodi (1979)
- Aiuto, ho incontrato l'amore! (A Perfect Match) - film TV (1980)
- A Piano for Mrs. Cimino – film TV (1982)
- ABC Afterschool Specials – serie TV, 5 episodi (1976-1982)
- La principessa Daisy (Princess Daisy) – miniserie TV (1983)